# Salm-Reifferscheid-Raitz
Salm-Reifferscheid-Raitz fou un comtat del Sacre Imperi Romanogermànic a Moràvia central, format el 1734 per divisió de Salm-Reifferscheid-Bedburg en tres línies. Els seus comtes foren una branca bohèmia de la casa de Salm i van obtenti el títol de prínceps de l'imperi el 1790.
El comtat fou mediatitzat dins a Àustria el 1806. La línia encara subsisteix.